# رابط الهاتف
رابط الهاتف (كان يُسمَّى هاتفك عند إطلاقه في 2018، قبل إعادة تسميته برابط الهاتف بعد أربع سنوات). هو تطبيق لنظام مايكروسوفت ويندوز يُستخدم لنقل مقاطع الفيديو والصور بين الهاتف الذكيِّ والحاسوب، وقراءة الرسائل النصية القصيرة والرَّد عليها من الحاسوب، ولاستخدام التطبيق يجب تثبيته على الهاتف أيضًا.